# Gonanticlea latifasciata
Gonanticlea latifasciata är en fjärilsart som beskrevs av Alfred Ernest Wileman 1912. Gonanticlea latifasciata ingår i släktet Gonanticlea och familjen mätare. Inga underarter finns listade i Catalogue of Life.